# MP-94
MP-94 — семейство ружей российского производства.

## История
Комбинированное бескурковое ружьё ИЖ-94 «Тайга» было разработано оружейником А. И. Матвеевым в 1992 году на основе конструкции двуствольного ружья ИЖ-27М
. Выпускается на Ижевском механическом заводе.
До сентября 2008 года ружьё производилось под наименованием ИЖ-94 «Тайга», в дальнейшем было переименовано в MP-94 «Тайга».
В октябре 2019 года на проходившей в Москве оружейной выставке "Arms & Hunting 2019" компания ЗАО "Техкрим" представила демонстрационный образец комбинированного ружья ТК527 на базе ИЖ-27 (конструктивный аналог ИЖ-94 с прицельной планкой Пикатинни).

## Конструкция
Стволы оружия спаяны в вертикальной плоскости:
- верхний ствол — гладкий, получок или чок;
- нижний ствол — сменный нарезной под различные патроны основных калибров: 5,56×45 мм НАТО, 7,62×39 мм, 7,62×51 мм (.308 Winchester), 7,62×54 мм R, 9,3×74 мм R и др.

При этом конструкция оружия не исключает применения с двумя гладкими или двумя нарезными стволами, причем нарезные стволы могут быть под разные боеприпасы.
Материалы — оружейная сталь и ореховое дерево. На дульном срезе пулевого ствола имеется фаска для защиты легко уязвимого начала нарезов. Стволы подвергаются воронению для повышения их устойчивости к неблагоприятному воздействию окружающей среды, гладкий ствол хромируется изнутри. Оба ствола закреплены между собой пайкой или соединительными муфтами, которые допускают регулировку стволов относительно друг друга, что обеспечивает идеальное поведение стволов во время выстрела. По горизонтали регулировка осуществляется на заводе и после этого стволы фиксируются, возможность отрегулировать среднюю точку попадания по вертикали предоставлена конечному пользователю. Ударно-спусковой механизм традиционный: курки скрытые, после удара о боек становятся на предохранительный взвод. Взведение курков происходит при отпирании стволов оружия.

## Варианты и модификации
- ИЖ-94 "Север" - комбинированное ружьё, верхний ствол нарезной под патроны 5,6-мм калибра, нижний гладкий 20-го калибра[2] с дульным сужением 0,5 мм. Масса оружия - 3,0 кг, ресурс - 12,5 тыс. выстрелов[1].
- ИЖ-94 "Тайга" - комбинированное ружьё, верхний ствол нарезной под патроны 7,62-мм калибра, нижний гладкий 12-го калибра[2]
- ИЖ-94 "Скаут" - облегченное комбинированное ружьё (масса снижена до 2,76 кг), верхний ствол нарезной под патрон .22 LR, нижний гладкий .410-го калибра[3]
- ИЖ-94 "Экспресс" - двуствольная винтовка
- ТК527 - комбинированное ружьё производства ЗАО "Техкрим" (верхний ствол под патрон 12/76 мм, нижний - со сверловкой Ланкастера под патрон 9,6/53 Lancaster), установлена прицельная планка Пикатинни[4]

## Страны-эксплуатанты
- Россия - сертифицировано в качестве охотничьего оружия[5]
- Казахстан — сертифицировано в качестве охотничьего оружия[6]
- США - ИЖ-94 импортировались в США из России и продавались компанией "Remington Arms" под маркой Remington SPR 94[7]